# Поляновка (Запорожская область)
Поляновка (укр. Полянівка) — село,
Поляновский сельский совет,
Мелитопольский район,
Запорожская область,
Украина.
Бывшая немецкая колония Эйгенфельд.
Население по переписи 2001 года составляло 604 человека.
Является административным центром Поляновского сельского совета, в который входят сёла
Верховина,
Золотая Долина,
Лазурное и
Марьевка.

## Географическое положение
Село Поляновка находится на правом берегу реки Малый Утлюк,
выше по течению на расстоянии в 2 км расположено село Марьевка,
ниже по течению на расстоянии в 6 км расположен пгт Акимовка (Акимовский район),
на противоположном берегу — село Золотая Долина.
По селу протекает пересыхающий ручей с запрудой.

## История

### Российская империя
Село было основано в 1847 году немцами из пришибских колоний и названо Эйгенфельд (Eichenfeld), что переводится с немецкого языка как «дубовое поле».
С 1861 года в селе существовал лютеранский приход, а в 1897 году открылась церковь (кирха). Рассказывают, что церковь была построена после того, как одна немецкая семья, ходившая в другое село крестить ребёнка, погибла на обратном пути, переходя реку по льду. Церковь, построенная в готическом стиле, пережила и гражданскую, и Великую Отечественную войну, и была разрушена лишь в 1950-е годы, в хрущёвскую антирелигиозную кампанию.
До 1871 года Эйгенфельд входил в Молочанский колонистский округ, центром которого был Пришиб. В 1871 году колонистский округ был расформирован, и село стало центром Эйгенфельдской волости Мелитопольского уезда.
В Эйгенфельде работали кирпично-черепичный завод (с 1908 года), паровая мельница,
слесарная мастерская, издательство и типография, потребительская и книжная лавки.
В 8 вёрстах от села находилась почтовая станция.
К 1886 году в Эйгенфельде уже существовала школа, с 1907 по 1914 год действовало среднее сельскохозяйственное училище,
с 1909 года — женская прогимназия и женское училище домоводства.
В 1910—1915 годах в селе издавалась газета «Дер Ландвирт» («Der Landwirt», что по-немецки означает «фермер»).

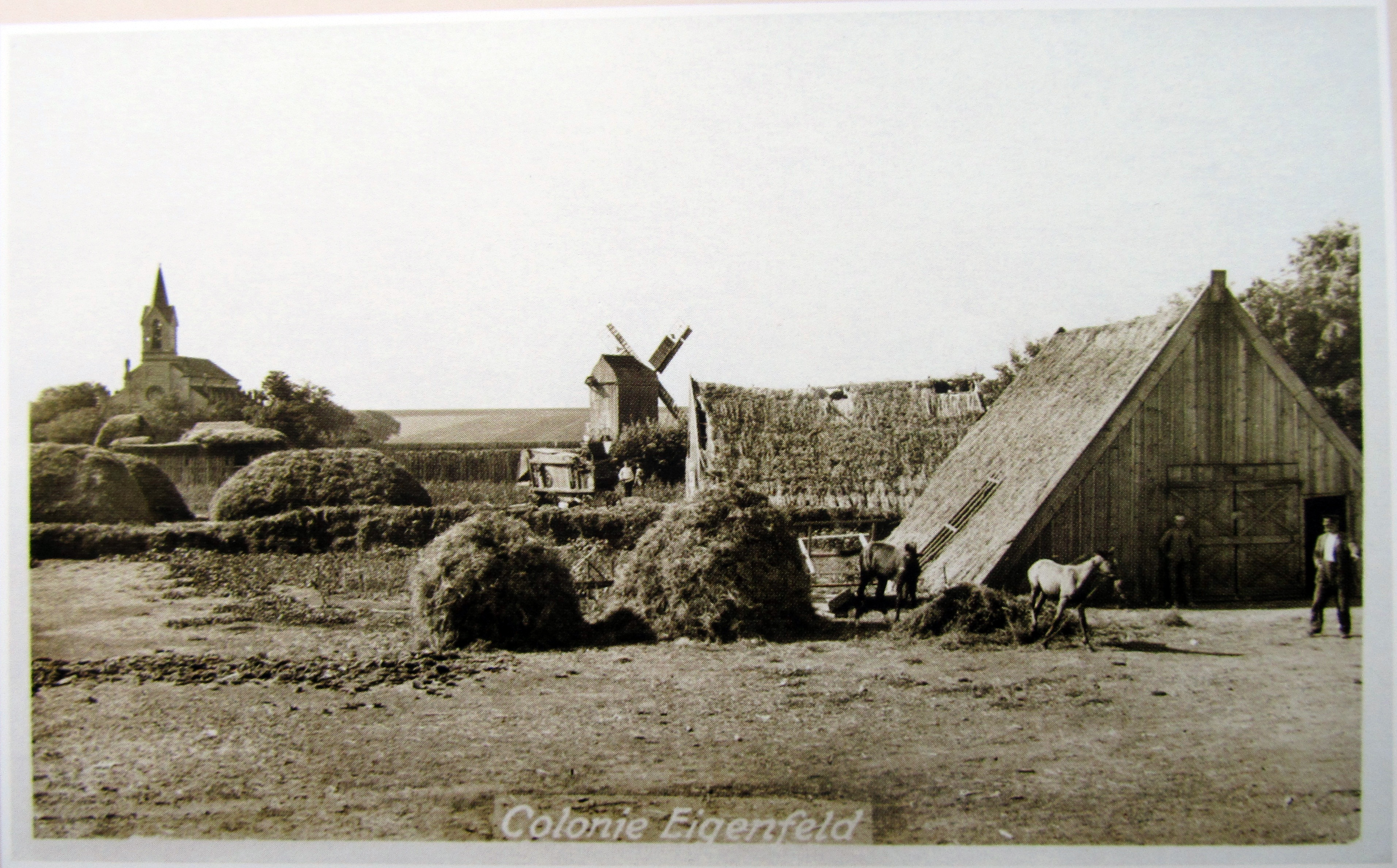
Колония Эйгенфельд. 1918 год
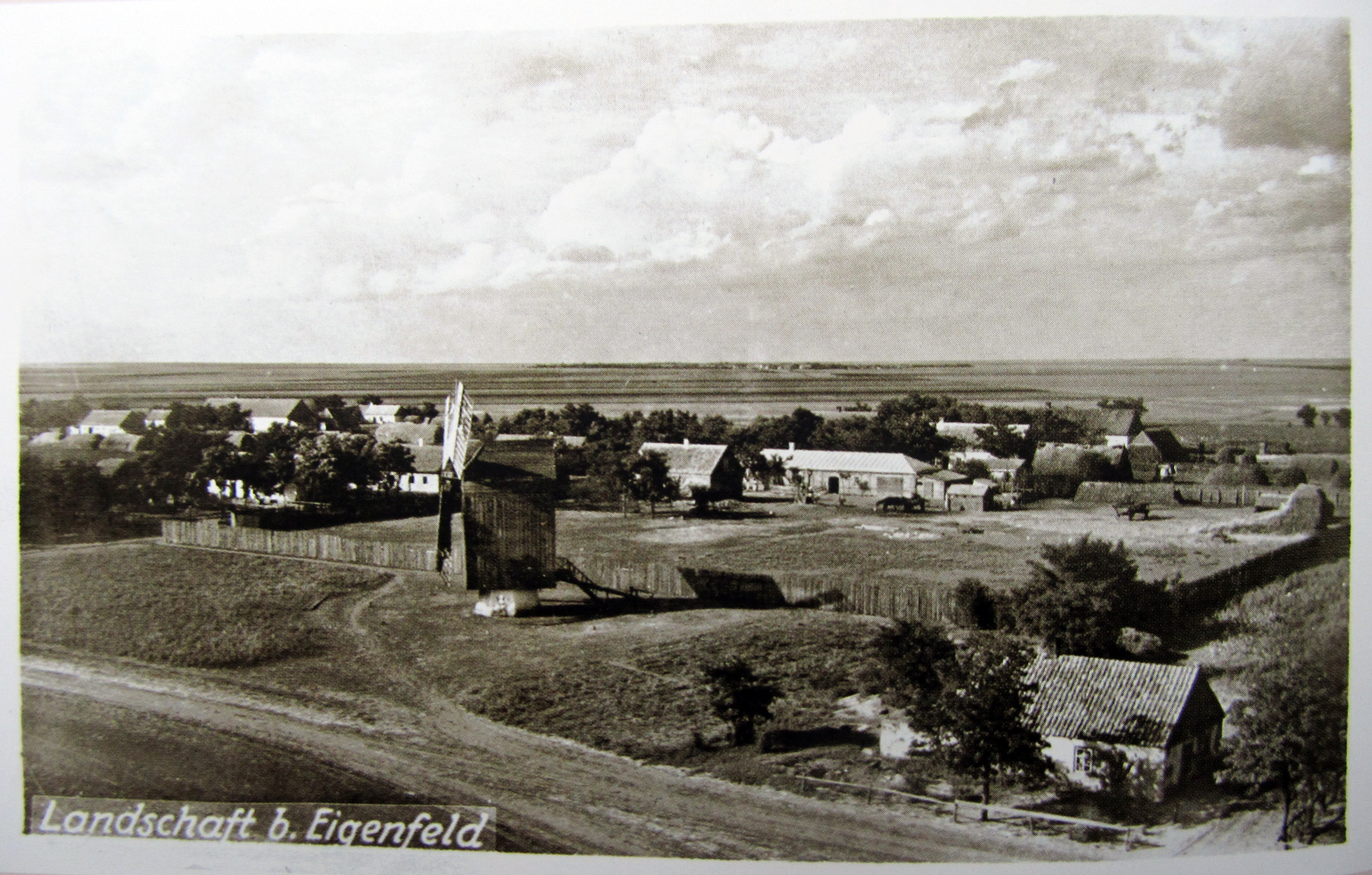
Общий вид колонии Эйгенфельд. 1918 год

### Советский Союз
В 1926 году Эйгенфельд стал центром сельского совета. В голод 1932—1933 годов 17 жителей села умерли от голода.
В 1941 году, после начала Великой Отечественной войны, проживавшие в Эйгенфельде немцы были депортированы. Операция по депортации этнических немцев и меннонитов, проживающих в сёлах Мелитопольского района, была начата органами НКВД 25 сентября 1941 года, а уже в начале октября село было занято немецкими войсками. В боях 1943 года за освобождение села от нацистов погибли десятки советских воинов.
1945 году село было переименовано в Поляновку.
В 1958—1979 годах Поляновка входила в состав колхоза-миллионера «Украина», центральная усадьба которого располагалась в Новгородковке. В 1979 году колхоз разукрупнили, и Поляновка, Золотая Долина и Марьевка образовали новый колхоз «Золотая Долина».

### НезависимаяУкраина
Поляновка тяжело перенесла экономический кризис 1990-х годов. Сельскохозяйственные предприятия банкротились и реорганизовывались. Попытки сельской власти привлечь в село инвесторов успехом не увенчались. Возникшая в 1990-е годы безработица до сих пор остаётся серьёзной проблемой Поляновки, вызывая отток населения, особенно молодёжи, из села.
Здание сельского клуба также было разобрано, и с 2006 года клуб работает в здании бывшего магазина-бара. Здесь проводятся торжественные мероприятия, работают кружки для детей, занимается фольклорный ансамбль «Берегиня».

## Население
В следующей таблице представлена динамика численности населения в Поляновке:
| Год  | Население |
| ---- | --------- |
| 1858 | 375       |
| 1864 | 420       |
| 1886 | 660       |
| 1897 | 510       |
| 1905 | 507       |

| Год  | Население |
| ---- | --------- |
| 1915 | 817       |
| 1919 | 500       |
| 1926 | 776       |
| 2001 | 604       |
| 2007 | 560       |

До 1941 года основную часть населения Эйгенфельда составляли немцы (77 % в 1897, 94 % в 1926 году).

## Экономика
Основу экономики Поляновки составляют сельскохозяйственные предприятия: ООО «Магистраль-Сервис», фермерские хозяйства «Степове-2001», «Квітневе», «Таврия» и другие.
Всего на 2007 год в Поляновке было 12 арендаторов и 9 фермерских хозяйств, 69 человек обрабатывали землю индивидуально. Остальные поляновцы сдавали свои земельные паи в аренду.

## Объекты социальной сферы
- Школа. Поляновская школа — единственная на территории сельсовета, и в неё возят учащихся из окрестных сёл: Золотой Долины, Лазурного и Марьевки. Всего в школе 120 учеников.[10]
- Участковая больница[11]. В больнице работает стационар на 10 коек. Больница находится в здании начала XX века. Капитальный ремонт здания не проводился с 1980-х годов.[12]